# Ilse Aichinger
Ilse Aichinger (Vienna, 1º novembre 1921 – Vienna, 11 novembre 2016) è stata una scrittrice austriaca.

## Vita
Ilse Aichinger e la sorella gemella Helga nacquero a Vienna. Il padre era insegnante, la madre ebrea medico. Dopo la loro separazione nel 1926 Aichinger visse con la madre a Vienna.
Nel periodo del nazismo la madre perse il lavoro. La nonna e i fratelli minori della madre vennero deportati e uccisi. Uscita dal liceo, Aichinger come semi-ebrea non poté continuare gli studi. Nonostante fosse costretta ai lavori forzati, partecipò ad attività antifasciste.
Nel 1945 iniziò gli studi di medicina, che però abbandonò dopo cinque semestri per completare il suo primo romanzo. Il suo testo Das vierte Tor fu la prima opera della letteratura austriaca a trattare il tema dei campi di concentramento. L'anno seguente, suscitò per la prima volta una certa sensazione con il testo "Aufruf zum Mißtrauen" ("Appello alla diffidenza"), pubblicato in una rivista, nel quale esortava a diffidare di se stessi, della chiarezza delle proprie emozioni, della profondità dei propri pensieri, della bontà delle proprie azioni.
Dopo la pubblicazione del suo primo ed unico romanzo Die größere Hoffnung nel 1948, lavorò come consulente editoriale alla casa editrice S. Fischer Verlag a Vienna e a Francoforte sul Meno, collaborando inoltre come assistente di Inge Aicher-Scholl (1917–1998) allo sviluppo della Ulmer Hochschule für Gestaltung, fondata da Aicher-Scholl e Otl Aicher.
Dal 1951 entrò in contatto con il gruppo letterario Gruppe 47, dove conobbe lo scrittore Günter Eich (1907–1972), con il quale si sposò nel 1953. Nel 1952 le venne conferito il premio letterario del "Gruppe 47".
Con Eich ebbe due figli, Clemens (1954 - 1998) e Mirjam (1957). Negli anni 1950 ricevette diversi premi letterari e diventò membro dell'accademia delle belle arti di Berlino e della sezione tedesca del PEN Club.
Nel 1963 si trasferì con la famiglia a Groß-Gmain presso Salisburgo. Nei racconti e radiodrammi degli anni seguenti si allontana progressivamente dal realismo, lasciando ampio spazio alle esperienze irreali e al sogno.
Negli anni 1980 la sua produzione letteraria diminuì. Dopo la morte della madre nel 1983, si trasferì l'anno seguente a Francoforte sul Meno, per poi tornare ad abitare a Vienna nel 1989. Nell'occasione del suo settantesimo compleanno nel 1991 venne pubblicata la sua opera omnia, edita dall'amico Richard Reichensperger (1961-2004). Negli anni Novanta le sono stati conferiti diversi importanti premi letterari. Contraria alla riforma dell'ortografia tedesca, introdotta nel 1996, ha ripreso a scrivere dopo una lunga pausa alla fine degli anni 1990.

## Opere
- Die größere Hoffnung ("La speranza più grande", 1948), romanzo autobiografico sul periodo della guerra a Vienna
- Rede unter dem Galgen (in Austria 1952, in Germania sotto il titolo Der Gefesselte – "Il prigioniero" 1953), racconti
- Knöpfe ("Bottoni", 1953), radiodramma
- Zu keiner Stunde. Szenen und Dialoge (1957)
- Wo ich wohne (1963), racconti
- Eliza Eliza (1965), racconti
- Auckland (1969), quattro radiodrammi
- Nachricht vom Tag (1970), racconti
- Schlechte Wörter (1976), raccolta
- Verschenkter Rat (1978), poesie degli anni 1955–1978
- Meine Sprache und ich ("La mia lingua ed io", 1978), racconti degli anni 1949–1968
- Kleist, Moos, Fasane ("Kleist, il muschio, i fagiani", 1996), raccolta

## Premi e riconoscimenti
- Premio Nelly Sachs: 1971[12]
- Premio letterario della città di Vienna: 1974[13]
- Premio Roswitha: 1975[14]
- Großer Österreichischer Staatspreis für Literatur: 1995[15]